# ゲオルギー・ダネリヤ
ゲオルギー・ニコラーエヴィチ・ダネリヤ（露: Гео́ргий Никола́евич Дане́лия、1930年8月25日 - 2019年4月4日）は、ソ連・ロシアの映画監督。ロシア国籍のグルジア人。

## 来歴
1955年、モスクワ建築大学卒業。その後はモスフィルムの上級監督コースを修了し、1959年からモスフィルムで監督として働き始める。
最初の長編映画作品はヴェーラ・パノワの中篇小説を題材とした『セリョージャ』（1960年、イーゴリ・タランキンと共同監督）であった。この作品は、カルロヴィ・ヴァリ映画祭をはじめとするいくつかの国際映画祭で賞を獲得した。
『僕はモスクワを歩く』（公開1964年）では、若い労働者の夜勤明けの1日を爽やかなタッチで描き、ソ連映画界に新風を吹き込む作品として話題を呼んだが、同時に本作を通じて、滑稽さと悲しみ、皮肉とリアリズム、そして複雑な性格とドキュメンタリー調に映された街の風景を結合させる自身のスタイルを確立。日本でも1964年10月に第2回ソビエト映画祭で上映された。
ソ連国内で最も観客動員数が多かった『アフォーニャ』（1975年）は、タシケント国際映画祭で大賞を受賞。また、『ミミノ』（1977年）がモスクワ国際映画祭で金賞を、『秋のマラソン』（1979年）がサン・セバスティアン国際映画祭で大賞を、それぞれ獲得。
ほかにもSF映画の『不思議惑星キン・ザ・ザ』（1986年）はソ連全土で1570万人の観客を動員。その後も世界中でカルト的人気を博し、2013年にはタチアナ・イリーナとの共同監督により『クー！キン・ザ・ザ』としてアニメ化された。
2019年2月に肺炎のために入院していたが、同年4月4日に死去した。88歳没。

## 監督作品
（観客動員数などの基本データは、Энциклопедия отечественного киноおよびセルゲイ・クドリャフツェフによる）
- 1960年 セリョージャ（ロシア語版）（イーゴリ・タランキン（ロシア語版、英語版）と共同監督）、80分（白黒）、観客動員2320万人、『ソビエト・スクリーン』誌の読者投票で「1960年の優秀映画」に選出。
- 1962年 埠頭への道（ロシア語版）、89分（白黒）、観客動員1640万人。
- 1964年 僕はモスクワを歩く（ロシア語版、英語版）[5]、78分（白黒）、観客動員2000万人。
- 1965年 33（ロシア語版）、77分（白黒）、検閲により事実上の公開禁止。[6]。
- 1969年 嘆くな!（ロシア語版）[7]、94分、観客動員2020万人。
- 1973年 行方不明（ロシア語版）、98分、マーク・トウェインの「ハックルベリー・フィンの冒険」にもとづく児童映画。
- 1975年 アフォーニャ（ロシア語版）、92分、観客動員6220万人（1975年の第1位）。
- 1977年 ミミノ（ロシア語版）、97分、観客動員2440万人（1978年の第17位）。
- 1979年 秋のマラソン（ロシア語版）[8]、94分、観客動員2230万人。
- 1982年 泣けてくる（ロシア語版）、89分。
- 1986年 不思議惑星キン・ザ・ザ（ru:Кин-дза-дза）、135分、観客動員1570万人（1987年の第14位）。
- 1990年 パスポート（ロシア語版）、98分。
- 1993年 ナスチャ（ロシア語版）、89分。
- 1995年 表か裏か（ロシア語版）、86分。
- 2000年 フォルトゥナ号（ロシア語版）、87分。
- 2013年 クー！キン・ザ・ザ 、92分、タチアナ・イリーナとの共同監督によるアニメ作品。